# Anton Shibalov
Anton Shibalov (en ruso: Антон Шибалов) (n. el 25 de abril de 1984 en Moscú, Rusia) es un piloto de Rally Ruso, especializado en rally raid en categoría camiones.
Shibalov inició su carrera en el Rally Dakar en la edición de 2014, logrando una destacada 5ª posición en la clasificación general, en la edición 2020 logra su mejor actuación finalizando en la segunda posición detrás de su compañero de equipo Andrey Karginov.
En otras pruebas fuera del Dakar destaca su triunfo en el Rally Ruta de la Seda (Silk Way Rally) en la edición de 2019, además de ser segundo en 2017 y tercero en 2018.
Ha obtenido en tres ocasiones el Africa Eco Race en las ediciones 2013, 2015 y 2016.

## Resultados

### Rally Dakar
| Año                           | Categoría                   | Vehículo                    | Posición                    | Victorias de etapa          |                             |
| Participaciones como piloto   | Participaciones como piloto | Participaciones como piloto | Participaciones como piloto | Participaciones como piloto | Participaciones como piloto |
| ----------------------------- | --------------------------- | --------------------------- | --------------------------- | --------------------------- | --------------------------- |
| 2014                          | Camiones                    | Kamaz                       | 5.º                         | -                           |                             |
| 2017                          | Camiones                    | Kamaz                       | 19.º                        | -                           |                             |
| 2018                          | Camiones                    | Kamaz                       | Ret.                        | -                           |                             |
| 2020                          | Camiones                    | Kamaz                       | 2º                          | 3                           |                             |
| 2021                          | Camiones                    | Kamaz                       | 2.º                         | 2                           |                             |
| 2022                          | Camiones                    | Kamaz                       | 3.º                         | 1                           |                             |
| Participaciones como copiloto |                             |                             |                             |                             |                             |
| 2012                          | Camiones                    | Kamaz                       | Ret.                        | -                           |                             |
| Fuente:                       |                             |                             |                             |                             |                             |